# Aéroport d’Orly
Aéroport d’Orly – budowana stacja przesiadkowa między czternastą i osiemnastą linią paryskiego metra położona w Paray-Vieille-Poste, na terenie portu lotniczego Paryż-Orly. Stacja umożliwi przesiadkę na przystanek linii tramwajowej T7 i kolejki Orlyval. Otwarcie planowane jest na 2024 rok na linii fioletowej i 2027 rok na linii seledynowej.